# MUTYH
MUTYH (англ. MutY DNA glycosylase) – білок, який кодується однойменним геном, розташованим у людей на короткому плечі 1-ї хромосоми.  Довжина поліпептидного ланцюга білка становить 546 амінокислот, а молекулярна маса — 60 069.
| 10         |  | 20         |  | 30         |  | 40         |  | 50         |
| ---------- |  | ---------- |  | ---------- |  | ---------- |  | ---------- |
| MTPLVSRLSR |  | LWAIMRKPRA |  | AVGSGHRKQA |  | ASQEGRQKHA |  | KNNSQAKPSA |
| CDGMIAECPG |  | APAGLARQPE |  | EVVLQASVSS |  | YHLFRDVAEV |  | TAFRGSLLSW |
| YDQEKRDLPW |  | RRRAEDEMDL |  | DRRAYAVWVS |  | EVMLQQTQVA |  | TVINYYTGWM |
| QKWPTLQDLA |  | SASLEEVNQL |  | WAGLGYYSRG |  | RRLQEGARKV |  | VEELGGHMPR |
| TAETLQQLLP |  | GVGRYTAGAI |  | ASIAFGQATG |  | VVDGNVARVL |  | CRVRAIGADP |
| SSTLVSQQLW |  | GLAQQLVDPA |  | RPGDFNQAAM |  | ELGATVCTPQ |  | RPLCSQCPVE |
| SLCRARQRVE |  | QEQLLASGSL |  | SGSPDVEECA |  | PNTGQCHLCL |  | PPSEPWDQTL |
| GVVNFPRKAS |  | RKPPREESSA |  | TCVLEQPGAL |  | GAQILLVQRP |  | NSGLLAGLWE |
| FPSVTWEPSE |  | QLQRKALLQE |  | LQRWAGPLPA |  | THLRHLGEVV |  | HTFSHIKLTY |
| QVYGLALEGQ |  | TPVTTVPPGA |  | RWLTQEEFHT |  | AAVSTAMKKV |  | FRVYQGQQPG |
| TCMGSKRSQV |  | SSPCSRKKPR |  | MGQQVLDNFF |  | RSHISTDAHS |  | LNSAAQ     |

A: Аланін

C: Цистеїн

D: Аспарагінова кислота

E: Глутамінова кислота

F: Фенілаланін

G: Гліцин

H: Гістидин

I: Ізолейцин

K: Лізин

L: Лейцин

M: Метіонін

N: Аспарагін

P: Пролін

Q: Глутамін

R: Аргінін

S: Серин

T: Треонін

V: Валін

W: Триптофан

Кодований геном білок за функціями належить до гідролаз, глікозидаз. 
Задіяний у таких біологічних процесах як пошкодження ДНК, репарація ДНК. 
Білок має сайт для зв'язування з іонами металів, іоном заліза, групою 4fe-4s, залізо-сірчаною групою. 
Локалізований у ядрі, мітохондрії.